# Хуторянский, Анатолий Николаевич
Анатолий Николаевич Хуторянский (15 сентября 1919, Томашполь, Подольская губерния — 21 ноября 1943, Новая Жизнь, Гомельская область) — советский военнослужащий, участник Великой Отечественной войны, командир роты 253-го отдельного танкового полка 11-й армии Белорусского фронта, старший лейтенант, Герой Советского Союза (посмертно).

## Биография
Анатолий Николаевич Хуторянский родился 15 сентября 1919 года в семье служащего в местечке Томашполь Томашпольской волости Ямпольского уезда Подольской губернии Украинской Социалистической Советской Республики, ныне — посёлок городского типа, административный центр Томашпольского района Винницкой области Украины. Украинец. Отец Николай Яковлевич Хуторянский умер в марте 1974 года.
В 1932 году переехал с семьёй в город Буйнакск (ныне Республика Дагестан). После средней школы окончил Краснодарский институт иностранных языков.
В конце июня 1941 года комсомолец Хуторянский пришел без повестки в военкомат и попросил направить его в танковое училище. В Рабоче-крестьянскую Красную Армию призван в июне 1941 года в Дагестанской АССР. Окончил Сталинградское военное танковое училище в 1942 году.
Член ВКП(б) с 1942 года.
На фронтах Великой Отечественной войны с июля 1942 года. Был командиром танка, взвода, танковой роты. Воевал на Сталинградском, Юго-Восточном, Западном, Брянском и Белорусском фронтах.
Участвовал в обороне Сталинграда в районах хутора Верхне-Бузиновка, станции Тингута, посёлков Песчанка и Бекетовка; в операции «Уран» по окружению Сталинградской гитлеровской группировки — в 1942 году; в боях на Орловской дуге, в освобождении Брянска и городов Брянской области, в форсировании рек Ипуть и Сож и боях на подступах к городу Гомель — в 1943.
Командир роты танков Т-34 253-го отдельного танкового полка 11-й армии старший лейтенант Хуторянский 15 ноября 1943 года с ротой в числе первых преодолел реку Сож в районе села Хальч Ветковского района Гомельской области Белорусской ССР, уничтожил несколько орудий и миномётов противника и закрепился на достигнутом рубеже. Будучи ранен не покинул поля боя.
20 ноября (данные Именного списка безвозвратных потерь офицерского состава 253 Гомельского танкового полка) или 21 ноября (данные Наградного листа) 1943 года, ещё не оправившись от ранения, ушёл из санчасти и, выпросив у командира полка разрешение участвовать в бою, повёл роту в атаку. В ходе атаки погиб. Похоронен на месте боя, в пос. Новая Жизнь Ветковского района Гомельской области Белорусской ССР. Части 11-й армии овладели пос. Новая Жизнь 22 ноября 1943 года.
Указом Президиума Верховного Совета СССР от 26 апреля 1944 года за образцовое выполнение боевых заданий командования на фронте борьбы с немецко-фашистскими захватчиками и проявленные при этом мужество и героизм старшему лейтенанту Хуторянскому Анатолию Николаевичу присвоено звание Героя Советского Союза (посмертно).
В 1951 году перезахоронен в братской могиле в деревне (ныне агрогородок) Радуга Радужского сельсовета Ветковского района Гомельской области.

## Награды

Бюст А. Н. Хуторянского в Краснодаре

- Герой Советского Союза, 26 апреля 1944 года[2][3]
  - Медаль «Золотая Звезда»
  - Орден Ленина
- Орден Красной Звезды, 22 октября 1942 года[4]

## Память
- Названы улицы в городах Ветка (Гомельская область ) и Гомель (до июня 1980 года — Чистая)[5].
- Бюст в городе Краснодаре на территории мемориального комплекса «Памяти преподавателей и студентов КубГУ, погибших в годы Великой Отечественной войны», открыт 5 мая 2015 года[6].
- Бюст в городе Миловице (Чехия) на мемориале «Братство по классу, братство по оружию» (автор Мирослав Панкрач), сооружён на средства граждан ЧССР[7].
- Имя А. Н. Хуторянского присвоено средней школе № 23 в Гомеле[8], расположенной по улице Хуторянского, 5. Одна из экспозиций в школьном музее посвящена А. Н. Хуторянскому.
- 9 сентября 2020 года на одном из частных домов по улице Шихсаидова города Буйнакск была повешена мемориальная доска имени Героя Советского Союза Хуторянского Анатолия Николаевича[9].
- 19 января 2021 года имя Героя Советского Союза Анатолия Хуторянского было присвоено Буйнакской гимназии[10]. В этот же день на здание Буйнакской гимназии была повешена мемориальная доска имени Героя Советского Союза Анатолия Хуторянского[11]. В сквере рядом с Буйнакской гимназией установлен бюст Анатолия Хуторнянского[10][12][13].